# Elizabeth Dadzie
Elizabeth Dadzie (* 21. März 1993 in Accra) ist eine ghanaische Leichtathletin, die am Siebenkampf teilnimmt. Sie vertrat ihr Land bei zwei aufeinander folgenden Commonwealth-Spielen. Außerdem gewann sie zwei Medaillen bei den Afrikameisterschaften.

## Leben
Dadzie ist in Kumasi aufgewachsen, wo sie sich der Leichtathletik widmete und sich beim Weitsprung versuchte. Im Jahr 2014 wurde sie von der Middle Tennessee State University in Murfreesboro eingestellt, um an den NCAA-Meisterschaften sowohl in Einzel- als auch in kombinierten Veranstaltungen teilzunehmen.
Im selben Jahr debütierte sie mit der ghanaischen Senioren-Nationalmannschaft und nahm an den Commonwealth-Spielen und den Afrikameisterschaften teil, bei denen sie Silber im Siebenkampf gewann. 2016 in Südafrika wiederholte sie ihre Podiumserfahrung bei den Afrikanischen Meisterschaften und holte Bronze. 2018 nahm Dadzie erneut an den Commonwealth-Spielen teil und wurde 12. im Siebenkampf.